# Hormigas blancas
Hormigas blancas fue un programa de televisión producido La Fábrica de la Tele y emitido por la cadena española Telecinco. El espacio rememora el pasado de personajes públicos, generalmente vinculados a la prensa del corazón.

## Historia
El programa consta de dos partes: un reportaje de hemeroteca en el que confluyen artículos de prensa escrita (revistas del corazón, periódicos) e imágenes de vídeo del personaje (actuaciones, escenas de rodaje, apariciones televisivas). 
Tras el reportaje, un grupo de colaboradores comenta el vídeo en un debate dirigido por Carlota Corredera, presentadora del espacio (las tres primeras temporadas fue dirigido por Jorge Javier Vázquez y la cuarta, por Jordi González). 
Además, en la quinta temporada se incorpora la presentación de informes en vídeo con datos para complementar los hechos narrados en el documental, de lo cual se encarga Núria Marín.
Por otra parte, Hormigas blancas fue antiguamente el nombre de la productora hasta que lo cambiaron por el actual: La Fábrica de la Tele, productora de La Noria, Sálvame y Deluxe, entre otros, también programas de Telecinco.

## Equipo

### Presentador
| Jorge Javier Vázquez |
| Jordi González       |
| Carlota Corredera    |
| Núria Marín          |

## Episodios y audiencias
| Temporada | Temporada | Episodios           | Estreno                  | Final                   | Audiencia media | Audiencia media |
| Temporada | Temporada | Episodios           | Estreno                  | Final                   | Espectadores    | Cuota           |
| --------- | --------- | ------------------- | ------------------------ | ----------------------- | --------------- | --------------- |
|           | 1         | 35                  | 9 de enero de 2007       | 6 de septiembre de 2007 | 1 518 000       | 23,2%           |
|           | 2         | 11                  | 8 de enero de 2008       | 26 de marzo de 2008     | 976 000         | 16,9%           |
|           | 3         | 6                   | 29 de julio de 2008      | 9 de septiembre de 2008 | 686 000         | 18,2%           |
|           | 4         | 18                  | 13 de abril de 2010      | 7 de septiembre de 2011 | 1 172 000       | 15,4%           |
| 5         | 9         | 26 de julio de 2020 | 20 de septiembre de 2020 | 1 217 000               | 13,0%           |                 |
| Total     | Total     | 79                  | 2007                     | 2020                    | 1 113 000       | 17,3%           |

### Primera temporada (2007)
| Programas emitidos | Programas emitidos     | Programas emitidos      | Programas emitidos | Programas emitidos |
| Programa           | Famoso                 | Fecha de emisión        | Audiencia          |                    |
| ------------------ | ---------------------- | ----------------------- | ------------------ | ------------------ |
| 1                  | Carmen Martínez-Bordiú | 9 de enero de 2007      | 1 908 000 (28,5%)  |                    |
| 2                  | Carmen Martínez-Bordiú | 16 de enero de 2007     | 1 714 000 (28,5%)  |                    |
| 3                  | Isabel Preysler        | 23 de enero de 2007     | 1 521 000 (22,8%)  |                    |
| 4                  | Isabel Preysler        | 30 de enero de 2007     | 1 568 000 (25,2%)  |                    |
| 5                  | Lolita Flores          | 6 de febrero de 2007    | 1 618 000 (25,1%)  |                    |
| 6                  | Lolita Flores          | 15 de febrero de 2007   | 2 016 000 (18,4%)  |                    |
| 7                  | Isabel Pantoja         | 21 de febrero de 2007   | 2 100 000 (21,3%)  |                    |
| 8                  | Isabel Pantoja         | 28 de febrero de 2007   | 1 925 000 (18,7%)  |                    |
| 9                  | Isabel Pantoja         | 7 de marzo de 2007      | 2 084 000 (20,3%)  |                    |
| 10                 | Norma Duval            | 13 de marzo de 2007     | 1 653 000 (31,8%)  |                    |
| 11                 | Norma Duval            | 20 de marzo de 2007     | 1 742 000 (33,1%)  |                    |
| 12                 | Carmen Cervera         | 27 de marzo de 2007     | 1 297 000 (24,0%)  |                    |
| 13                 | Ana Obregón            | 3 de abril de 2007      | 1 651 000 (25,1%)  |                    |
| 14                 | Ana Obregón            | 10 de abril de 2007     | 1 336 000 (25,8%)  |                    |
| 15                 | Bibiana Fernández      | 17 de abril de 2007     | 1 743 000 (33,3%)  |                    |
| 16                 | Carmen Sevilla         | 24 de abril de 2007     | 1 104 000 (24,4%)  |                    |
| 17                 | Carmen Sevilla         | 1 de mayo de 2007       | 1 108 000 (20,1%)  |                    |
| 18                 | Miguel Bosé            | 8 de mayo de 2007       | 1 525 000 (23,9%)  |                    |
| 19                 | Miguel Bosé            | 15 de mayo de 2007      | 1 430 000 (25,6%)  |                    |
| 20                 | Rocío Jurado           | 22 de mayo de 2007      | 1 555 000 (25,8%)  |                    |
| 21                 | Rocío Jurado           | 29 de mayo de 2007      | 1 116 000 (21,5%)  |                    |
| 22                 | Adolfo Suárez          | 5 de junio de 2007      | 1 414 000 (24,9%)  |                    |
| 23                 | Adolfo Suárez          | 12 de junio de 2007     | 1 785 000 (24,5%)  |                    |
| 24                 | Cayetana de Alba       | 19 de junio de 2007     | 1 169 000 (22,1%)  |                    |
| 25                 | Cayetana de Alba       | 26 de junio de 2007     | 1 180 000 (22,2%)  |                    |
| 26                 | Jesulín de Ubrique     | 3 de julio de 2007      | 1 289 000 (26,0%)  |                    |
| 27                 | Carmen Ordóñez         | 10 de julio de 2007     | 1 262 000 (20,8%)  |                    |
| 28                 | Carmen Ordóñez         | 17 de julio de 2007     | 1 520 000 (23,6%)  |                    |
| 29                 | Julio Iglesias         | 24 de julio de 2007     | 1 167 000 (20,2%)  |                    |
| 30                 | Julio Iglesias         | 31 de julio de 2007     | 954 000 (20,9%)    |                    |
| 31                 | Bárbara Rey            | 9 de agosto de 2007     | 1 523 000 (15,4%)  |                    |
| 32                 | Bárbara Rey            | 16 de agosto de 2007    | 1 600 000 (16,8%)  |                    |
| 33                 | Antonio Banderas       | 23 de agosto de 2007    | 1 107 000 (13,1%)  |                    |
| 34                 | Marisol                | 30 de agosto de 2007    | 1 693 000 (19,4%)  |                    |
| 35                 | Marisol                | 6 de septiembre de 2007 | 1 754 000 (20,7%)  |                    |

### Segunda temporada (2008)
| Programas emitidos | Programas emitidos           | Programas emitidos    | Programas emitidos | Programas emitidos |
| Programa           | Famoso                       | Fecha de emisión      | Audiencia          |                    |
| ------------------ | ---------------------------- | --------------------- | ------------------ | ------------------ |
| 1                  | Bertín Osborne               | 8 de enero de 2008    | 1 060 000 (14,6%)  |                    |
| 2                  | Mar Flores                   | 15 de enero de 2008   | 833 000 (15,1%)    |                    |
| 3                  | Sara Montiel                 | 22 de enero de 2008   | 678 000 (14,8%)    |                    |
| 4                  | Sara Montiel                 | 29 de enero de 2008   | 1 003 000 (15,9%)  |                    |
| 5                  | Jesús Gil                    | 6 de febrero de 2008  | 853 000 (18,4%)    |                    |
| 6                  | Jesús Gil                    | 13 de febrero de 2008 | 921 000 (15,6%)    |                    |
| 7                  | Camilo Sesto                 | 20 de febrero de 2008 | 1 361 000 (22,7%)  |                    |
| 8                  | Camilo Sesto                 | 27 de febrero de 2008 | 969 000 (15,1%)    |                    |
| 9                  | Amparo Muñoz                 | 5 de marzo de 2008    | 1 163 000 (20,3%)  |                    |
| 10                 | Manuel Benítez "El Cordobés" | 19 de marzo de 2008   | 921 000 (13,9%)    |                    |
| 11                 | Manuel Benítez "El Cordobés" | 26 de marzo de 2008   | 975 000 (19,7%)    |                    |

### Tercera temporada (2008)
| Programas emitidos | Programas emitidos | Programas emitidos      | Programas emitidos | Programas emitidos |
| Programa           | Famoso             | Fecha de emisión        | Audiencia          |                    |
| ------------------ | ------------------ | ----------------------- | ------------------ | ------------------ |
| 1                  | Raphael            | 29 de julio de 2008     | 1 334 000 (16,2%)  |                    |
| 2                  | Concha Velasco     | 5 de agosto de 2008     | 463 000 (16,6%)    |                    |
| 3                  | Naty Abascal       | 12 de agosto de 2008    | 492 000 (18,4%)    |                    |
| 4                  | Mecano             | 19 de agosto de 2008    | 608 000 (19,3%)    |                    |
| 5                  | Rocío Dúrcal       | 2 de septiembre de 2008 | 565 000 (17,6%)    |                    |
| 6                  | Marta Sánchez      | 9 de septiembre de 2008 | 655 000 (21,0%)    |                    |

Capítulos previstos que no vieron la luz:
- Victoria Abril

### Cuarta temporada (2010-2011)
| Programas emitidos | Programas emitidos            | Programas emitidos       | Programas emitidos | Programas emitidos |
| Programa           | Famoso                        | Fecha de emisión         | Audiencia          |                    |
| ------------------ | ----------------------------- | ------------------------ | ------------------ | ------------------ |
| 1                  | Cayetana de Alba              | 13 de abril de 2010      | 1 724 000 (22,4%)  |                    |
| 2                  | Cayetana de Alba              | 20 de abril de 2010      | 2 528 000 (20,8%)  |                    |
| 3                  | Isabel Pantoja                | 5 de mayo de 2010        | 2 276 000 (17,8%)  |                    |
| 4                  | Isabel Pantoja                | 19 de mayo de 2010       | 2 232 000 (17,7%)  |                    |
| 5                  | Alfonso de Borbón y Dampierre | 15 de septiembre de 2010 | 1 266 000 (21,2%)  |                    |
| 6                  | Alfonso de Borbón y Dampierre | 22 de septiembre de 2010 | 1 409 000 (27,5%)  |                    |
| 7                  | Príncipes de Asturias         | 18 de octubre de 2010    | 864 000 (16,8%)    |                    |
| 8                  | Príncipes de Asturias         | 20 de octubre de 2010    | 2 520 000 (12,5%)  |                    |
| 9                  | Rocío Carrasco                | 15 de febrero de 2011    | 1 308 000 (18,8%)  |                    |
| 10                 | Fran Rivera                   | 1 de marzo de 2011       | 782 000 (11,1%)    |                    |
| 11                 | Alejandro Sanz                | 10 de agosto de 2011     | 753 000 (11,8%)    |                    |
| 12                 | Alejandro Sanz                | 10 de agosto de 2011     | 383 000 (11,4%)    |                    |
| 13                 | Kiko Rivera                   | 17 de agosto de 2011     | 617 000 (6,3%)     |                    |
| 14                 | Rocío Jurado                  | 17 de agosto de 2011     | 402 000 (9,5%)     |                    |
| 15                 | Andrés Pajares                | 24 de agosto de 2011     | 584 000 (11,1%)    |                    |
| 16                 | Jesulín de Ubrique            | 24 de agosto de 2011     | 387 000 (14,0%)    |                    |
| 17                 | Hermanos Iglesias             | 31 de agosto de 2011     | 502 000 (8,7%)     |                    |
| 18                 | Belén Esteban                 | 7 de septiembre de 2011  | 928 000 (18,3%)    |                    |

### Quinta temporada (2020)
| Programas emitidos | Programas emitidos | Programas emitidos       | Programas emitidos | Programas emitidos |
| Programa           | Famoso             | Fecha de emisión         | Audiencia          |                    |
| ------------------ | ------------------ | ------------------------ | ------------------ | ------------------ |
| 1                  | Ana Obregón        | 26 de julio de 2020      | 1 226 000 (13,1%)  |                    |
| 2                  | Miguel Bosé        | 2 de agosto de 2020      | 1 319 000 (14,1%)  |                    |
| 3                  | Bibiana Fernández  | 9 de agosto de 2020      | 1 142 000 (12,7%)  |                    |
| 4                  | Lola Flores        | 16 de agosto de 2020     | 1 245 000 (13,3%)  |                    |
| 5                  | Julio Iglesias     | 23 de agosto de 2020     | 1 246 000 (13,1%)  |                    |
| 6                  | Rocío Jurado       | 30 de agosto de 2020     | 1 456 000 (13,7%)  |                    |
| 7                  | Juan Carlos I      | 6 de septiembre de 2020  | 1 051 000 (11,9%)  |                    |
| 8                  | Camilo Sesto       | 13 de septiembre de 2020 | 1 100 000 (12,2%)  |                    |
| 9                  | Bertín Osborne     | 20 de septiembre de 2020 | 1 170 000 (12,8%)  |                    |

## Denuncias
En noviembre de 2008 el programa fue condenado por vulneración del derecho al honor por el Juzgado de Primera Instancia número 8 de Santander, con motivo de una demanda presentada por Carmen Martínez-Bordiú a raíz de unas declaraciones vertidas sobre su persona en el programa.